# Chinesische Ozean-Universität

Laoshan-Campus

Die Chinesische Ozean-Universität (chinesisch 中国海洋大学, Pinyin Zhōngguó Haìyáng Dàxué, lokale Kurzbezeichnung: 海大,  Haìdà) ist vor allem bekannt für ihre Meereswissenschaften und Fischereiwissenschaften. Neben diesen Kernkompetenzen deckt sie die Bereiche Ingenieurwissenschaften, Wirtschaft, Recht, Landwirtschaft, Literatur, Sprache (auch Deutsch), Medizin, Pharmazie und Philosophie ab. Sie ist eine der chinesischen Schlüsseluniversitäten und direkt dem Bildungsministerium der Volksrepublik China unterstellt.

## Geschichte
Die Universität wurde 1924 als private Einrichtung gegründet. Nach der Gründung der „Ozean-Hochschule Shandong“ (山东海洋学院) im Jahre 1959 wurde sie 1960 eine der chinesischen Schlüsseluniversitäten. Im Januar 1988 wurde sie umbenannt in Ozean-Universität Qingdao, im Oktober 2002 bekam sie ihren heutigen Namen.

## Lage
Der älteste Campus ist der Yushan-Campus in der Altstadt von Qingdao in der ehemaligen deutschen Bismarck-Kaserne. Ein moderner Campus, der Fushan-Campus, befindet sich im Osten der Stadt. 2006 wurde der Laoshan-Campus im gleichnamigen Stadtteil gegründet.